# Église Pierre-et-Paul de Ratonavolok
Pour les articles homonymes, voir Église Saint-Pierre-et-Saint-Paul.
L'église Pierre-et-Paul (en russe : Петропа́вловская це́рковь ou russe : церковь Петра и Павла) est une église du hameau de Pogost. L'église se trouve dans le raïon de Kholmogory, dans l'oblast d'Arkhangelsk, en fédération de Russie.
Elle est classée dans la liste de l'héritage patrimonial de la Russie d'intérêt fédéral sous le no 291510269250016 depuis la première liste de 1960. Elle appartient à l'architecture en bois russe, style typique du Nord russe.

## Histoire
L'église se situe dans le village de Pogost, faisant partie de la paroisse de Rato-Navolotsk (Ratonavolok), mentionnée pour la première fois en 1691. En 1720, la construction d'une nouvelle église a commencé dans le village, au nom des apôtres Pierre et Paul. L'église a été construite aux frais des paroissiens et à la demande des frères du monastère Saint-Antoine-de-Siya. La bénédiction par l'archevêque Varnava eut lieu le 14 mars 1720 (25 mars dans le calendrier grégorien). La construction dura deux ans, se terminant avec la consécration par l'archevêque de l'église le 5 juin 1722 (16 juin dans le calendrier grégorien),.
En 1960, par la résolution du Conseil des ministres de la RSFSR no 1237 du 30 août 1960, première liste de monuments historiques en Russie, l'église a été classée comme objet patrimonial culturel de Russie d'importance fédérale. Au cours des années 1960, l'église a été restaurée à la suite du classement fédéral,.
Depuis 2001, des offices religieux ont lieu chaque année dans l'église, le 12 juillet, lors de la Solennité des saints Pierre et Paul selon le calendrier liturgique orthodoxe. L'édifice est entretenu par les résidents locaux.

## Architecture
L'église est une kletski khram, sur un plan en carré au sol, portant trois octognes pour les trois niveaux supérieurs. La hauteur de l'église est d'environ 34 mètres.

## Galerie

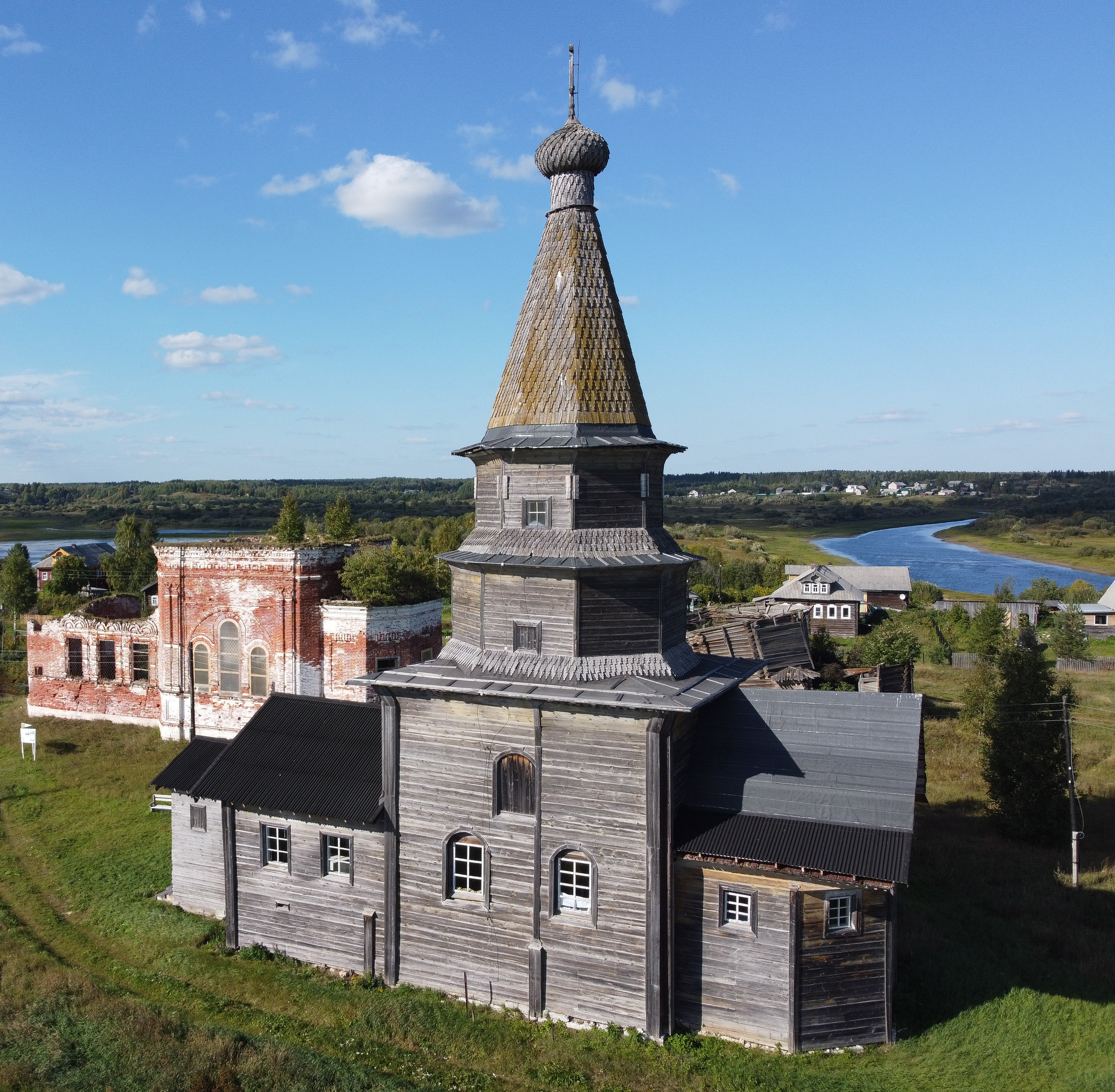
Vue aérienne proche.
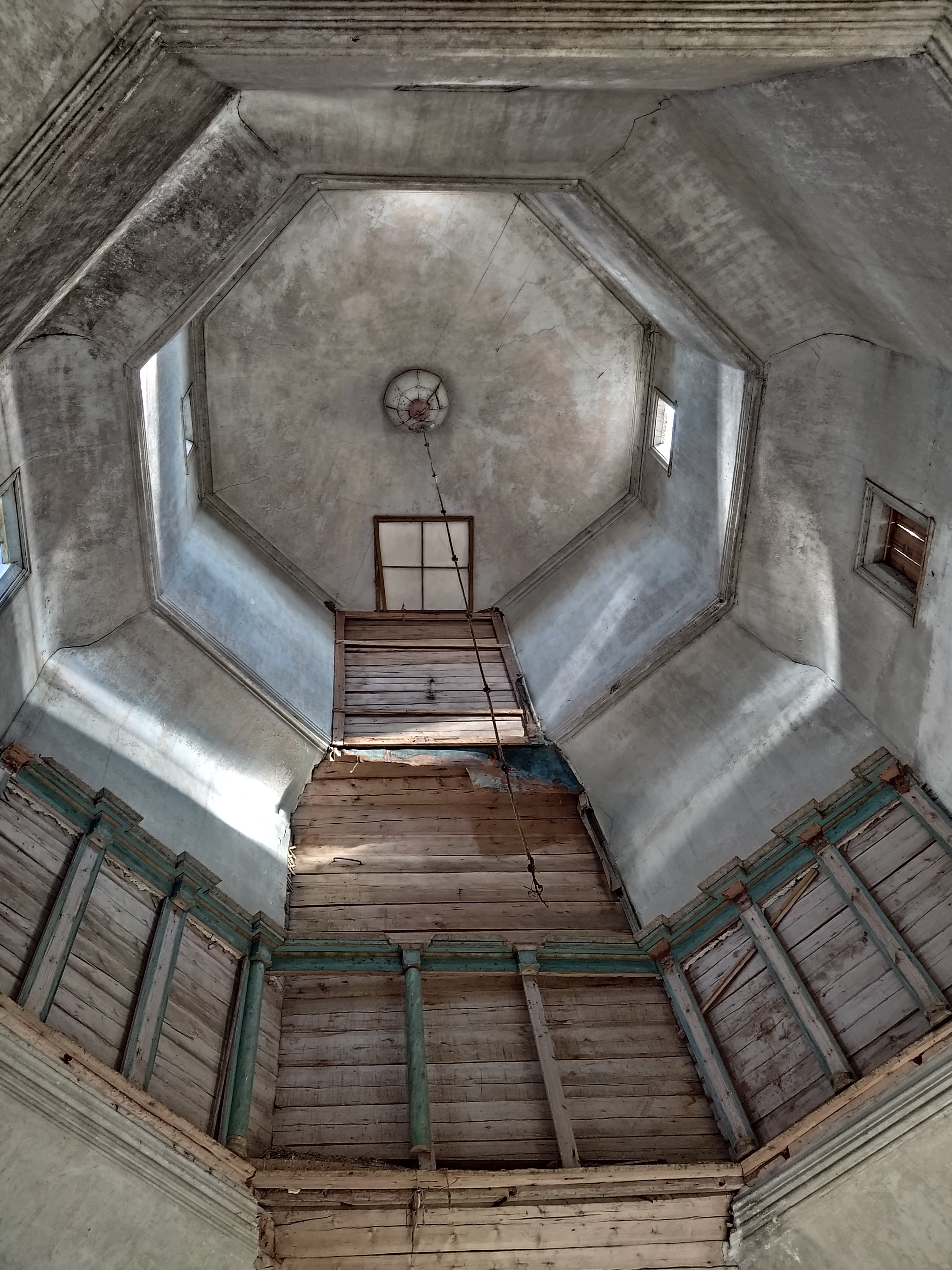
L'intérieur.
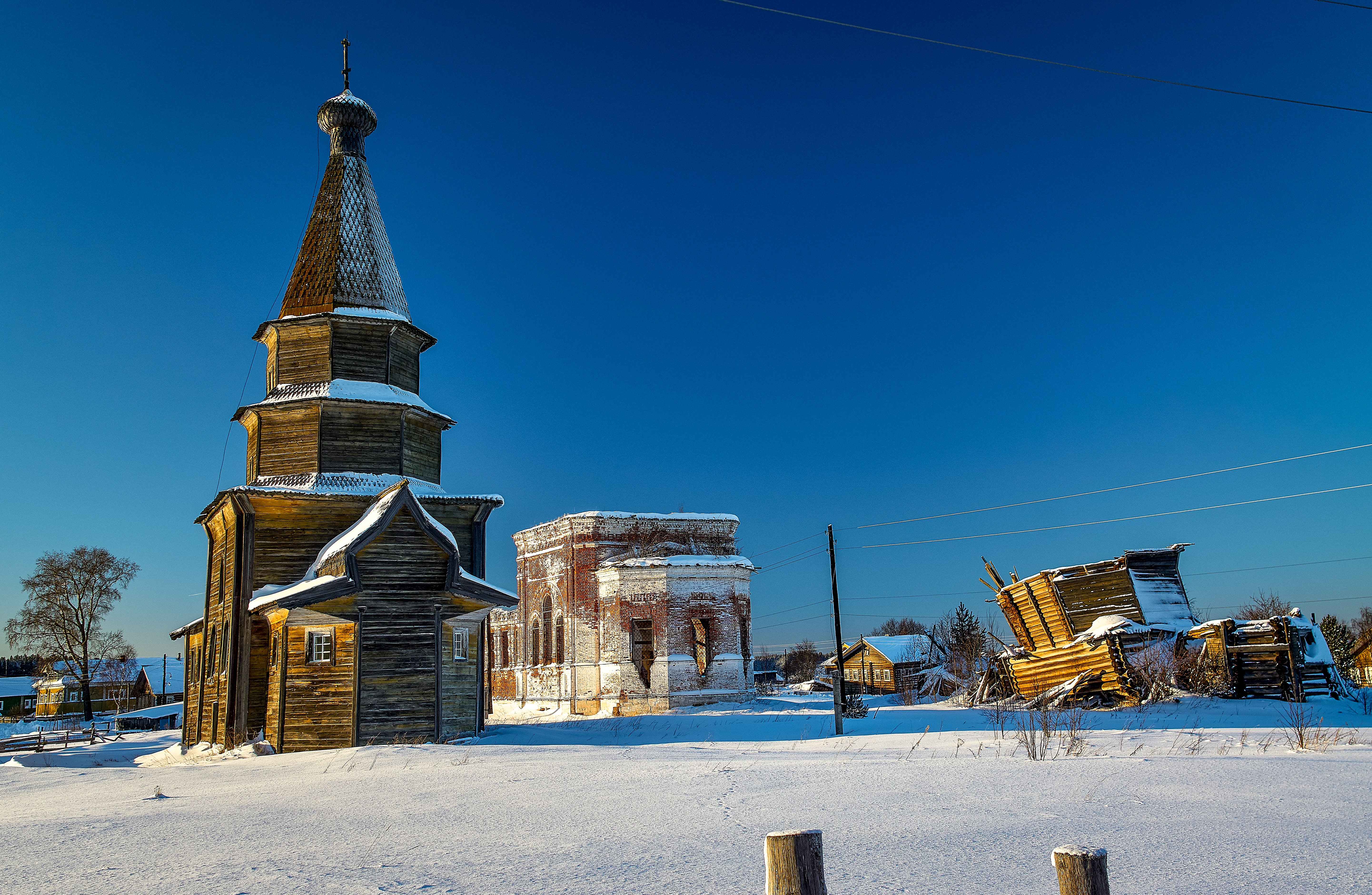
En champ large.